# Otto von Bray-Steinburg

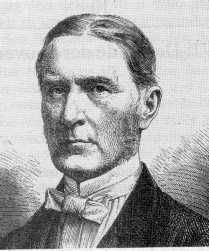
Otto von Bray-Steinburg.

Otto Camillus Hugo Gabriel von Bray-Steinburg, född 17 maj 1807, död 9 januari 1899, var en bayersk greve och diplomat. Han var son till Franz Gabriel von Bray och far till Hippolyt von Bray-Steinburg.
von Bray-Steinburg innehade flera ministerposter i utlandet och var utrikesminister 1846–1847, 1848–1849 och 1870–1871. År 1870 ledde han Bayerns sida i förhandlingarna om inträde i Nordtyska förbundet.

## Utmärkelser
- Kommendör med stora korset av Nordstjärneorden, 24 maj 1844.[1]